# مستشفى فاطمة الزهراء للنسائية والأطفال
مستشفى فاطمة الزهراء للنسائية والأطفال إحدى مستشفيات بغداد الحكومية يقع في منطقة الحبيبية قرب ساحة الحمزة في مدينة الصدر. افتتحت المستشفى في شهر تشرين الثاني 1984 تحت اسم مستشفى الحبيبية للولادة، ثم تغير اسمها إلى مستشفى صدام التعليمي للولادة والأطفال، ثم إلى مستشفى الحبيبية التعليمي للنسائية والأطفال، ثم إلى اسم مستشفى فاطمة الزهراء التعليمي للنسائية والأطفال. يتبع المستشفى لوزارة الصحة العراقية. مدير المستشفى هو عباس عويد الحسيني.

## الردهات والاقسام
- ردهة الطوارئ نسائية
- ردهة الطوارئ أطفال
- ردهة الأطفال 1
- ردهة الأطفال 2
- ردهة عز
- ردهة حرجة
- ردهة خدج علوي
- ردهة خدج معقم
- صالة ولادة عمليات
- صالة ولادة طبيعي